# Schachbundesliga 2016/17 (Schweiz)
Die Schachbundesliga 2016/17 ist die höchste Spielklasse der Schweizerischen Gruppenmeisterschaft (SGM) im Schach. Meister wurde der SC Lyss-Seeland, während sich der Titelverteidiger SC Gonzen mit dem zweiten Platz begnügen musste. Aus der 2. Bundesliga war im Vorjahr Echiquier Bruntrutain Porrentruy aufgestiegen. Dieser erreichte den Klassenerhalt, während Schwarz-Weiss Bern absteigen musste. Zu den gemeldeten Mannschaftskadern der teilnehmenden Vereine siehe Mannschaftskader der schweizerischen 1. Bundesliga im Schach 2016/17.

## Termine und Austragungsorte
Die Wettkämpfe fanden statt am 29. Oktober, 19. November, 3. Dezember 2016, 21. Januar, 4. und 25. Februar sowie 11. März 2017. Die letzte Runde wurde zentral in Riehen ausgerichtet, die übrigen fanden dezentral bei den beteiligten Vereinen statt.

## Tabelle
| Pl. | Verein                               | Sp | G | U | V | MP   | Brett-P.  |
| --- | ------------------------------------ | -- | - | - | - | ---- | --------- |
| 01. | SC Lyss-Seeland                      | 7  | 6 | 1 | 0 | 13:1 | 36,0:20,0 |
| 02. | SC Gonzen (M)                        | 7  | 4 | 1 | 2 | 9:5  | 36,5:19,5 |
| 03. | Cercle d’échecs de Nyon              | 7  | 4 | 1 | 2 | 9:5  | 29,5:26,5 |
| 04. | SG Winterthur                        | 7  | 3 | 1 | 3 | 7:7  | 29,0:27,0 |
| 05. | Echiquier Bruntrutain Porrentruy (N) | 7  | 3 | 2 | 2 | 7:7  | 27,5:28,5 |
| 06. | SG Riehen                            | 7  | 2 | 2 | 3 | 6:8  | 29,5:26,5 |
| 07. | SV Wollishofen                       | 7  | 2 | 0 | 5 | 4:10 | 22,5:33,5 |
| 08. | Schwarz-Weiss Bern                   | 7  | 0 | 0 | 7 | 0:14 | 13,5:42,5 |

Anmerkung: Echiquier Bruntrutain Porrentruy wurde ein Mannschaftspunkt abgezogen.

## Entscheidungen
|     | Schweizer Bundesmeister: SC Lyss-Seeland           |
|     | Absteiger in die 2. Bundesliga: Schwarz-Weiss Bern |
| (M) | Meister der letzten Saison                         |
| (N) | Aufsteiger der letzten Saison                      |

## Kreuztabelle
| Ergebnisse | Ergebnisse                       | 01. | 02. | 03. | 04. | 05. | 06. | 07. | 08. |
| ---------- | -------------------------------- | --- | --- | --- | --- | --- | --- | --- | --- |
| 01.        | SC Lyss-Seeland                  |     | 5   | 4½  | 5   | 4   | 5   | 5½  | 7   |
| 02.        | SC Gonzen                        | 3   |     | 4   | 3½  | 8   | 6½  | 7   | 4½  |
| 03.        | Cercle d’échecs de Nyon          | 3½  | 4   |     | 4½  | 6   | 0   | 5½  | 6   |
| 04.        | SG Winterthur                    | 3   | 4½  | 3½  |     | 2   | 4   | 6½  | 5½  |
| 05.        | Echiquier Bruntrutain Porrentruy | 4   | 0   | 2   | 6   |     | 4   | 4½  | 7   |
| 06.        | SG Riehen                        | 3   | 1½  | 8   | 4   | 4   |     | 3   | 6   |
| 07.        | SV Wollishofen                   | 2½  | 1   | 2½  | 1½  | 3½  | 5   |     | 6½  |
| 08.        | Schwarz-Weiss Bern               | 1   | 3½  | 2   | 2½  | 1   | 2   | 1½  |     |

## Aufstiegsspiel zur 1. Bundesliga
Für das am 29. April 2017 stattfindende Aufstiegsspiel qualifizierten sich mit dem SC Kirchberg und dem SC Bodan die Sieger der beiden Zweitligastaffeln. Der Wettkampf endete 4:4, so dass die Berliner Wertung zugunsten Kirchbergs entschied.
| SC Kirchberg     | SC Bodan       | Ergebnis |
| ---------------- | -------------- | -------- |
| Anwar Turdyew    | Dennis Breder  | 0,5:0,5  |
| Marco Lehmann    | Alfred Weindl  | 1:0      |
| Yevgen Bondar    | Peter Kühn     | 0,5:0,5  |
| Andreas Lehmann  | Theo Hommeles  | 0,5:0,5  |
| Joël Adler       | Dieter Knödler | 0:1      |
| Lukas Muheim     | Marcel Wildi   | 0,5:0,5  |
| Peter Zimmermann | Michael Schmid | 0,5:0,5  |
| Sebastian Muheim | Stefan Egle    | 0,5:0,5  |

## Die Meistermannschaft
| 1.            | SC Lyss-Seeland |
| Schachfiguren | Andreas Heimann, Hannes Rau, Lorenz Maximilian Drabke, Dušan Lekić, Branko Filipović, Goran Milošević, Hansjürg Känel, Bernhard Lutz, Nedeljko Kelecevic. |